# Ranunculus haemanthus
Ranunculus haemanthus là một loài thực vật có hoa trong họ Mao lương. Loài này được Ulbr. miêu tả khoa học đầu tiên năm 1906.